# Gigiatt

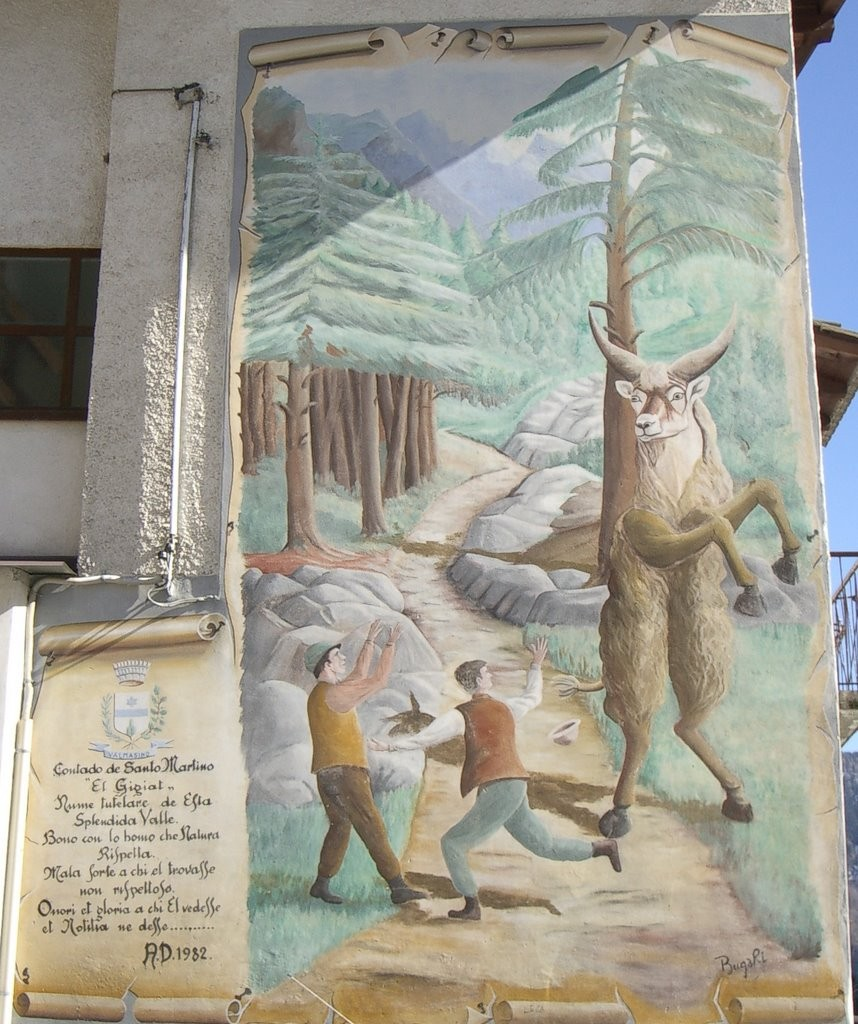
Rappresentazione del Gigiàt su un'abitazione a San Martino, in provincia di Sondrio.

Il Gigiàt o Gigiàtt sarebbe, nelle tradizioni folkloristiche alpine lombarde, nello specifico della Val Masino, un mostro di proporzioni enormi, che ha la consuetudine di integrare la sua dieta, fondamentalmente vegetariana, con qualche pasto a base di escursionisti o alpinisti solitari, sorpresi ad addentrarsi nei suoi remoti territori.

## Descrizione e habitat
Tipico delle tradizioni della Val Masino, provincia di Sondrio, non è certo di che animale si tratti. Probabilmente è un incrocio fra uno stambecco, un cervo ed un camoscio dal pelo lunghissimo, una velocità impressionante e dalle dimensioni gigantesche, tanto da poter attraversare un'intera valle con pochi balzi. Possiede tutte le qualità di questi erbivori montani, ovvero una vista formidabile e un'agilità fuori dal comune. 
La sua figura ricorda molto quella di un altro animale montano leggendario europeo: il Dahu. 

## Significato
Come molte leggende del folklore popolare è possibile che tale creatura detenga connotati ambivalenti. Da una parte alcuni racconti lo descrivono come una creatura benigna, pacifica e amichevole, laddove altri lo descrivono come pericoloso e vendicativo. In effetti nessuna delle versioni deve escludere l'altra. Già dal nome si comprende l'incertezza delle sue caratteristiche, difatti in dialetto valtellinese gigiàtt significa 'cosa strana/indefinita'. 

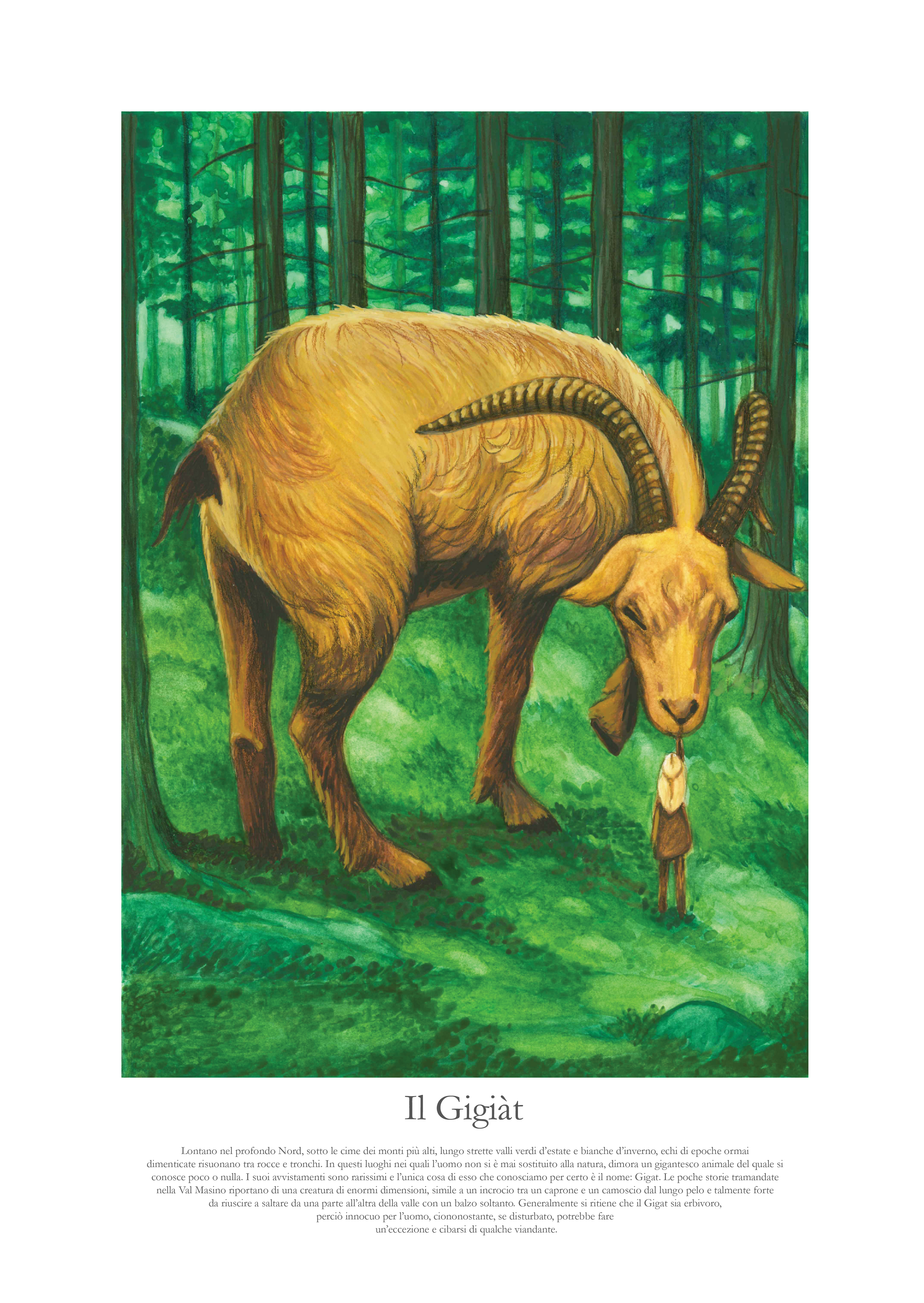
Illustrazione del Gigiàt realizzata da Sabrina Cinotti nel 2021.

Molto probabilmente, come altre creature divine o semi-divine ereditate da antiche tradizioni pagane, è una sorta di spirito zoomorfo delle montagne. Esso possiede la funzione di guardiano di quelle lande e di conseguenza giudice delle azioni di chi le abita o ci transita. Se rispettiamo quei luoghi e la natura, il Gigiàtt sarà benevolo, altrimenti, se li profaniamo, ci punirà per la nostra arroganza.    

## Spiegazioni
Una spiegazione plausibile per gli avvistamenti del Gigiàt potrebbe essere qualche grande esemplare di camoscio, stambecco o un esemplare di lince sopravvissuto all'estinzione.
Alcune testimonianze raccontano che il Gigiàtt è stato avvistato anche in Val Bregaglia e ai piedi del Pizzo Badile.